# Caterina Cittadini
Caterina Cittadini (Bergamo, 28 settembre 1801 – Somasca, 5 maggio 1857) è stata una religiosa italiana, fondatrice delle Suore Orsoline di San Girolamo. È stata beatificata da papa Giovanni Paolo II nel 2001.

## Biografia
Rimasta orfana dei genitori all’età di 7 anni, venne accolta insieme alla sorella minore Giuditta nell’orfanotrofio del Conventino di Bergamo, dove nel 1823 conseguì il diploma di maestra. Stabilitasi nello stesso anno presso due suoi cugini sacerdoti a Calolziocorte, iniziò a insegnare nella scuola elementare del vicino a Somasca, frazione di Vercurago, finché nel 1826, acquistato uno stabile nella stessa località, decise di aprire una scuola privata gratuita rivolta alle bambine più povere che non avevano la possibilità di frequentare quella statale. 
Affidò quindi la direzione della scuola alla sorella Giuditta e qualche anno dopo affiancò allo stesso istituto un educandato e un orfanotrofio, in cui entrarono a far parte come educatrici anche alcune sue ex allieve. Rimasta sola in seguito all’improvvisa morte della sorella nel 1840, decise di affidare la gestione della sua opera a una nuova comunità di religiose, le suore orsoline di san Girolamo Emiliani, avente come scopo principale l'istruzione e l'educazione cristiana delle giovani, cosicché intorno al 1854 iniziò la stesura delle Costituzioni del nuovo Istituto religioso che furono approvate dal vescovo di Bergamo, Pietro Luigi Speranza, sette mesi dopo la sua morte, avvenuta a Somasca nel 1857, all'età di 55 anni, in seguito a una breve malattia. La sua tomba è venerata nella cappella dell'Istituto delle Orsoline di Somasca, a Vercurago. 

## Beatificazione
La causa di beatificazione iniziò nel 1967, mentre il 12 gennaio 1979 si aprì il processo presso la Congregazione per le cause dei santi. Il 17 dicembre 1996 fu emanato il decreto sull'eroicità delle virtù della serva di Dio Caterina Cittadini. Il 20 dicembre 1999 fu emanato il decreto per la guarigione miracolosa, attribuita all'intercessione della Cittadini, del piccolo Samuele Piovani. È stata beatificata il 29 aprile 2001 da papa Giovanni Paolo II. La memoria liturgica è il 5 maggio.

## Il miracolo per la beatificazione
A Verolanuova, in provincia di Brescia, nel dicembre del 1990 alla signora Gabriella Mosconi, al quarto mese di gravidanza, viene comunicato che il feto è più piccolo della norma e il liquido amniotico scarso. Ogni settimana viene ripetuta l'ecografia, ma vengono riscontrate delle grosse anomalie al feto, e i medici consigliano di interrompere la gravidanza. I genitori si rifiutano e si affidano alla preghiera, chiedendo l'intercessione della Serva di Dio Caterina Cittadini. La situazione migliora gradualmente, e l'8 marzo 1991 viene alla luce il piccolo Samuele Mosconi. Dopo otto giorni però subentra una grossa emorragia nella zona occipitale, che i medici non possono trattare data la vastità della zona lesa. Di nuovo si ricorre all'intercessione della Cittadini e, dopo tre mesi, Samuele viene dimesso. A casa proseguono inspiegabili miglioramenti, finché il piccolo guarisce completamente.